# Hugo I. (Tübingen, Pfalzgraf)
Hugo I. von Tübingen oder Hugo V. von Nagold (* vor 1100; † um 1152) wurde kurz vor 1146 von den Staufern zum Pfalzgrafen von Tübingen erhoben.
Hugo wurde als Graf Hugo V. von Nagold geboren und spätestens ab 1146 Hugo I. Pfalzgraf von Tübingen genannt. Vermutlich beruhte diese Rangerhöhung auf Diensten, die er dem 1138 zum König gewählten Staufer Konrad III. geleistet hatte. Die Pfalzgrafenwürde war damals nicht mehr mit der ursprünglichen Aufgabe der Betreuung einer Königspfalz verbunden, sondern bedeutete eine Art Kontrollfunktion und Vertretung des Königs innerhalb der Stammesherzogtümer und damit auch die zweite Position nach dem Herzog innerhalb des Herzogtums. Damit verbunden war eine Rangerhöhung vor anderen Grafen des Herzogtums und das Recht, das Richteramt an Königs statt auszuüben. Damit einher gingen Jagd-, Zoll- und Münzrecht, wie der seit 1185 auftretende Tübinger Pfennig zeigt.
Im Nachfolgestreit um das Erbe der Grafen von Bregenz trat Hugo das Erbe an. Er versuchte durch Errichtung einer Stadtbefestigung und Einrichtung eines Marktes Bregenz im Vergleich zu Lindau besser zu positionieren. Dies gelang jedoch nicht, so dass die Söhne den Herrschaftssitz nach Feldkirch verlegten und die Schattenburg errichteten.

## Familie

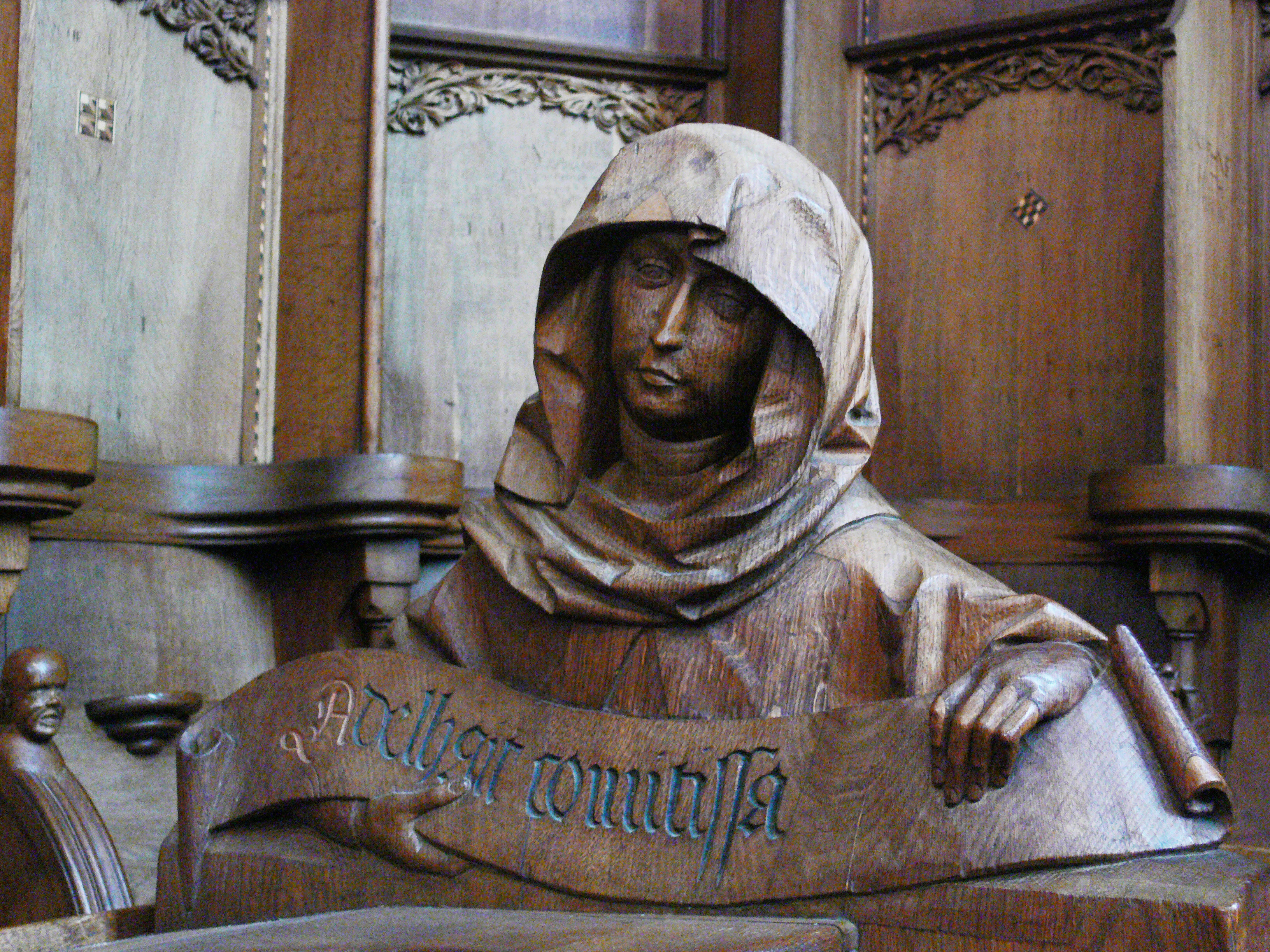
Gräfin Adelheid von Tübingen als Stifterfigur im Chorgestühl des Klosters Blaubeuren

Er war mit Hemma von Zollern, einer Tochter des Grafen Friedrich I. von Zollern, verheiratet und hatte mit ihr vier Kinder:
- Friedrich, Pfalzgraf von Tübingen 1152–1162[2]
- Hugo II. (1115–1182), Pfalzgraf von Tübingen 1152–1182, ⚭ Gräfin Elisabeth von Bregenz, Erbin von Montfort und Bregenz
- Heinrich von Tübingen (* um 1118; † 7. April 1167 in Italien an einer Epidemie)
- Adelheid von Tübingen (* um 1120) ⚭ Konrad III. von Dachau